# 廖敏妃
廖敏妃，英文名Linda Ming-Huei Liau，是臺裔神經外科醫師、教授，於加州大学洛杉矶分校任教。他具有豐富的研究經歷，獲選為神經外科醫師協會會員、美国国家医学院院士、中央研究院院士。

## 早年
廖敏妃的父母為台灣人，在他小時移民美國。其母在他就學時因為癌症蔓延至腦部而過世，成為他從醫的契機。他曾因籌措學費而擔任房仲，而後順利以優異成績畢業，並在經過醫師訓練後於加州大學洛杉磯分校醫學院擔任教師。

## 醫師生涯
廖敏妃擔任醫生後潛心研究膠質母細胞瘤的預防與治療，同時以精湛的手術技術而受病患敬重。2017年時，他被任命為加州大學洛杉磯分校大衛格芬醫學院神經外科系主任，是美國第二位女性神經外科系主任同時是首位亞裔女性。
在其二十餘年的職業生涯中，他出版了兩百多篇研究論文，並擔任神經腫瘤學雜誌主編。